# 鳩離島
鳩離島（はとぱなりじま）は、八重山列島の西表島の北北東約1.2km沖にある無人島である。地籍上は、沖縄県八重山郡竹富町字上原の一部。

## 概要
西表島北部の船浦湾沖合で、鳩間島との間に位置し、3つの小島で構成される（島の間隔は10-20m程）。行政区分上は、竹富町字上原の一部である。
地元では、「ぱとぅばなり」、「ぱとぅまれー」等と呼ばれる。島名のとおり数多くの鳩が住んでおり、北に位置する鳩間島の畑に害をなしたこともあったという。かつて鳩間島でカツオ漁が盛んであった頃には、この島にも鰹節工場が建てられていた。潮干狩のポイントとしても知られる。
2020年5月時点で、3500万円で販売されていた。